# Дмоховський Леонтій-Людомир
Лео́нтій-Людоми́р Дмохо́вський (англ. Leon Dmochowski; 1 липня 1909, Тернопіль — 26 серпня 1981, Мехіко, Мексика, похований у Х'юстоні, США) — професор вірусології Колумбійського та Техаського університетів; першовідкривач вірусної природи ракових пухлин, основоположник школи онкологічної вірусології. Першопроходець у застосуванні електронної мікроскопії.

## Біографія
Походив із греко-католицького священичого роду. 1927 року закінчив Державну гімназію з українською мовою навчання в Перемишлі. 1933 року закінчив Львівський університет, член Українського лікарського товариства.
У 1935 переїхав до Варшави. В 1935—1938 — асистент в Інституті гігієни, займався проблемами раку в лабораторії професора Гіршфельда. 1937 року здобув ступінь доктора медицини у Варшавському університеті.
З 1938 — у Лондоні, працював у Королівському інституті дослідження раку. У 1949 році здобув ще один докторат з медицини в Університеті в Лідсі.
З 1951 — у США, займався дослідженнями в галузі імунології, серології пухлин, вірусології, генетики, ендокринології. 1953 року одним з перших відкрив вірусне походження злоякісних пухлин. З 1954 — керівник відділу вірусології й електронної мікроскопії при Інституті раку США університету штату Техас.
Автор та співавтор понад 450 наукових праць у царині імунології, серології, ендокринології, вірусології та їх зв'язку з експериментальною та клінічною онкологією. Першовідкривач у застосуванні електронної мікроскопії в онкологічній вірусології, першим відкрив віруси в лейкемії та в злоякісних пухлинах грудей мишей. Подальшими дослідами довів присутність таких вірусів у людей. Висловив оригінальні погляди та застосував методи вивчення співвідношення вірусів до раку. Підтвердження його досліджень прийшло вже після його смерті — з відкриттям у 1982 році генів раку.
Більшість онкологічних вірусологів світу були учнями доктора Дмоховського чи фахово сформувалися під його впливом; японські вчені того часу майже всі вдосконалили свої знання під його керівництвом. Консультант Інституту раку США та академічних і дослідницьких установ, почесний член американських й міжнародних організацій. Пошанований численними нагородами та почесними академічними ступенями. Довголітній член Українського лікарського товариства Північної Америки та Наукового товариства ім. Т. Шевченка.